# 661 Cloelia
661 Cloelia este un asteroid din centura principală, descoperit pe 22 februarie 1908, de Joel Metcalf.